# Leptipsius eumorphus
Leptipsius eumorphus es una especie de coleóptero de la familia Monotomidae.

## Distribución geográfica
Habita en Guatemala.